# ماري لويز برات
ماري لويز برات (بالإنجليزية: Mary Louise Pratt)‏ أستاذة مرموقة حاصلة على درجة أستاذ سيلفر –نسبةً إلى يوليوس سيلفر المحامي ورجل الخير الذي ساهم في إنشاء جامعة نيويورك حيث تم تخصيص منح دراسية ومناصب في الجامعة العريقة تحمل اسمه- فضلًا عن كونها أستاذة في اللغة الإسبانية والبرتغالية والآداب بجامعة نيويورك. حصلت على بكالوريويس الأدب واللغات المُعاصرة من جامعة تورنتو عام 1970، وشهادة الماجستير في اللغويات من جامعة إلينوي بـأوروبا عام 1971، أما شهادة الدكتوراه في الأدب المقارن فقد حصلت عليها برات من جامعة ستانفورد عام 1975.
حقق كتابها الأول، نحو نظرية الأفعال الكلامية في الخطاب الأدبي، إسهامات عظيمة في النظرية النقدية من خلال التظاهرات حيث يمكننا رؤية مؤسسة الأدب السردي التحريري على شكل سرد شفهي. حيث استخدمت برات في هذا الصدد بحث ويليام لابوف فقط لتثبت أن جميع القصص تحتوي على تراكيب مشتركة من الممكن أن نجدها في كلًا من القصص الأدبية والشفهية.
درست برات في آخر بحثٍ لها ما تَطْلق عليه مناطق الاتصال، حيث أنها مناطق تسمح بامتزاج ثقافتين أو أكثر. لاحظت برات أن مناطق الاتصال ما هي إلا "مجالات اجتماعية حيث تلتقي الثقافات، وتتعارض أيضًا وتتصارع مع بعضهم بعض، فغالبًا ما تكون في سياق علاقات الطاقة المُختلفة تمامًا مثل الاستعمار، أو العبودية، أو الآثار الناتجة عنهما معًا، كما هو الحال في أجزاء كثيرة من عالمنا اليوم. ابتكرت برات في مقالها "فنون مناطق الاتصال" أيضًا مصطلح Autoethnographic texts –شكل من أشكال إمعان الفكر الذاتي والكتابة التي تكشف التجارب الشخصية للباحثين وتربط السيرة الذاتية تلم بمعانٍ ومفاهيم ثقافية وسياسية واجتماعية أوسع- فهي نصوص يتعهد فيها الناس بوصف أنفسهم بنفس الطريقة التي تفاعلوا فيها مع الاحتجاجات التي أثارها البعض عليهم.

## تغيير الخطاب العام حول اكتساب اللغة
كجزء من ذلك المنصب، فإنه يتحتم على كل أستاذ مرموق حاصل على درجة أستاذ سيلفر أن يكتُب مقالًا مرموقًا يتناول القضايا الرئيسية الهامة في مجالاته أو مجالاتها. استخدمت برات مقالها لتناقش العقبات والحلول الممكنة لتعزيز تعلم اللغات بأمريكا. وضعت برات جدالها في إطار يدور حول قصة نادرة عن حفل زفاف مُتعدد الثقافات:
كان حفل زفاف فاخرًا بكاليفورنيا في فندق كبير بمنطقة الخليج. تتحدث عائلة العريس اللغة الأردية، بينما تتحدث عائلة العروس اللغة الغوجاراتية والأردوية. كان يمارس كلًا منهما طقوس المسلمين، ولكن العروس كانت من جنوب كاليفورنيا، ففي بعض الأحيان ينظر إليهم أهل الشمال على أنهم هادئون جدًا. اصطحب العريس صديقان مقربان له منذ أيام المدرسة الثانوية، أحدهما مِكسيكي من أصل يهودي إنكليزي والآخر صيني من أصل ياباني عن طريق هاواي وساكرامينتو.
استغلت برات حفل الزفاف ليكون نقطة تحوّل لكشف الأساطير الأمريكية حول اللغة. تحدّتت برات بثبات وانتظام عن أربعة أخطاء شائِعة في تعلم اللغة: رفض الراغبين بتراث اللغة للمهاجرين، والعداء الأمريكي لتعدد اللغات، وتقييد تعلم اللغة في مرحلة الطفولة المبكرة، واقتصار الحاجة لخبرة اللغة فقط لأجل الأمن الوطني. أظهرت برات مع كل مفهوم خاطئ كيف أتت كل هذة العوامل معًا لإحداث نهضة في تعلم اللغة والتي ساعدت في جعل معاهد اللغات الدولية الهامة تحاول جاهدة حل أزمة الأمن الوطني.
أظهرت برات أمالًا كبيرة تُعرب عن رغبتها في تغيير الخطاب العام، حيث رسمت مخطط لأربعة أفكار تحتاج لتطوير وذلك لتشجيع الحرص على اكتساب اللغة بأمريكا. رأت برات أن هناك حاجة ماسة لتصحيح الأفكار والمفاهيم حول الاقتصار على لغة واحدة وتعدد اللغات. يحتاج الأمريكيون من يوضح لهم أن الاقتصار على لغة واحدة ليس سوى عقبة وأن الاعتماد على رغبة الآخرين لتعلم اللغة الإنجليزية سيؤدي ببساطة لحصر اتصال الثقافات "جميعها ولكن أكثر حصرًا وتغيرًا في النص"، حثَّت برات أيضًا على التحلي بمزيد من الشجاعة لزيادة تعلُم تراث اللغة واستخدام المجتمعات اللغوية المحلية الغير إنجليزية لتلبية احتياجات مفاهيم تعلم اللغة وتعدد الثقافات.
بجانب استخدام تراث المجتمعات، أرادت برات أن ترى مكانة المعلمين أكثر تركيزًا على كفائة اللغات المتقدمة وإنشاء خط إسناد فني وإداري لتشجيع ألئك الذين يمتلكون المهارة في اكتساب اللغة. ولإثارة كل هذه التغيرات، فقد طلبت برات من زملائها الأكاديميين وآخرين لديهم موهبة لغوية (LEPs) مساعدتها لتغيير كيفية معالجة تعليم اللغات في الخطابات الأمريكية العامة سويًا.

## أعمال برات
- نحو نظرية الأفعال الكلامية في الخطاب الأدبي. بلومينغتون: مطبعة جامعة انديان، عام 1977.[6]
- ماري لويز برات عام (1991). «فنون مناطق الاتصال.» (pdf). . وظيفة (نيويورك: جمعية اللغة الحديثة) ___ حفظت في جامعة إيداهو، نسخة إنجليزية 506، التأليف والتنقيح البلاغي: التاريخ، والنظرية والبحث.
- بتروسكي، أنتوني (1999). دايفيد بارثولومي وأنتوني بتروسكي، طبعة طرق القراءة (الطبعة الخامسة). نيويورك: شارع بيدفورد مأوى مارتين. مقتطفات أدبية مختارة تشمل كتاب فنون مناطق الاتصال.[7]
- عيون الإمبراطورية، تنظيم الرحلات وتحول الثقافات. لندن: روتليدج. 1992.[8]
- ماري لويز برات وكاثلين نيومان، طُبع عام 1999. المشاعر الحساسة: مقالات مُختارة ديرهام، مدينة نيويورك: مطبعة جامعة ديوك.[9]
- كُتب عام (2000) عن أوغستو بينوشيه –رئيس تشيلي- : وصف ثقافة الخوف بتشيلي. سانتياغو: جامعة تشيلي، كلية الفلسفة والعلوم الإنسانية.[10]